# لیکوی نوک‌زرد
لیکوی نوک‌زرد (نام علمی: Turdoides affinis) نام یک گونه از سرده لیکوها است.